# More than friendship
More than friendship (tj. Víc než přátelství) je německý hraný film z roku 2013, který režíroval Timmy Ehegötz podle vlastního scénáře. Film vypracuje o vztahu tří milenců na prázdninové cestě. Film měl premiéru 28. června 2013 v Berlíně na studentské filmové projekci Filmkunst 66, do běžné distribuce byl nasazen 3. října 2013.

## Děj
Mia, Lukas a Jonas tvoří již od školních let nerozlučnou trojici. V posledních třech letech ale jejich přátelství přerostlo v nekonvenční milenecký vztah, což zase komplikuje vztah k jejich rodičům. Každý rok trojice vyráží na výlet pronajatým karavanem. Letošní cesta po severním Německu však bude jejich poslední společná. Jonasovi před několika měsíci diagnostikovali nevyléčitelný nádor na slinivce břišní. Mia a Lukas chtějí svému nemocnému příteli splnit jeho přání a být s ním až do konce. Během cesty se však Jonas zraní a jeho stav se vážně zhorší. Je odvezen do nemocnice, kam za nám přijedou i jeho rodiče. Ačkoliv si Mia a Lukas slíbí, že se Jonasovým odchodem nic nezmění, jejich vztah je jeho smrtí přesto poznamenán.

## Natáčení
Náklady na film ve výši 33.050 € byly z větší části financovány samotnými účastníky. 4965 € se podařilo získat crowdfundingovou kampaní.
Film se natáčel od 4. do 26. srpna 2012 v Meklenbursku-Předním Pomořansku, Dolním Sasku, Berlíně a Braniborsku.

## Obsazení
| Holger Foest          | Jonas                |
| Michèle Fichtner      | Mia                  |
| Jakob P. Graf         | Lukas                |
| Gabrielle Scharnitzky | Vera, Jonasova matka |
| Andreas Külzer        | Paul, Jonasův otec   |
| Nils Weckbecker       | Dr. Wollmann         |

## Ocenění
- VIEWSTER Online Film Festival 2014" – nominace
- Great Lakes International Film Festival 2014 – vítěz v kategorii Best LGBT [3]